# Euro Interliga

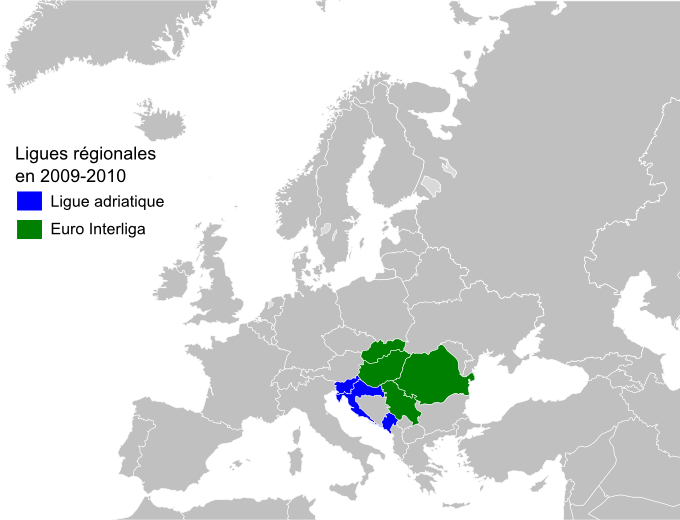
Les ligues régionales en Europe en octobre 2009. En vert, les pays des clubs de l'Euro Interliga.

L'Euro Interliga est une compétition européenne de water-polo masculin créée en 2009 regroupant les meilleurs clubs des championnats de Hongrie, Roumanie, Serbie et Slovaquie.

## Historique
À la fin des années 2000, plusieurs fédérations de water-polo d'Europe centrale et balkaniques ont négocié la création d'une ligue régionale regroupant leurs meilleurs clubs de première division afin d'améliorer la visibilité et la popularité de leur discipline auprès du public. En 2008, le projet aurait réuni la Croatie, la Grèce, la Hongrie, le Monténégro et la Serbie, mais seulement les clubs croates et monténégrins ont participé au lancement de la Ligue adriatique à la saison 2008-2009.
Hongrie et Serbie s'entendent sur une ligue à l'été 2009 avec première compétition pour la saison 2009-2010 regroupant six clubs hongrois, deux clubs serbes, un club roumain et un club slovaque. Dans ce cadre, les résultats des matchs entre clubs hongrois sont intégrés au championnat de Hongrie.
Restée inachevée en 2010, la victoire de l'invaincu club serbe VK Partizan étant arithmétiquement sûre. Le même club remporte l’édition 2011 qui ne compte plus que sept participants : trois clubs hongrois, trois clubs serbes et un club slovaque, mais plus de club roumain.
Par contre, au printemps 2011, Vaterpolo Savez Srbije, la fédération serbe de water-polo, demande l'inscription de trois clubs serbes en Ligue adriatique pour la saison 2011-2012 : Vaterpolo klub Partizan, VK Vojvodina et Crvena Zvezda. La direction de la Ligue adriatique accepte le principe d'un club serbe en 2011, mais aucun n'est finalement inscrit pour 2011-2012.

## Palmarès
- 2009-2010 : Vaterpolo klub Partizan (Serbie)[6],[7]
- 2010-2011 : Vaterpolo klub Partizan (Serbie)[2]